# Nevadas flag
Nevadas flag er blåt med et emblem i kantonen. Emblemet har en central hvid stjerne og delstatens navn omgivet af korslagte grene af bynkearten Artemisia tridentata (engelsk: sagebrush), og et bånd med påskriften BATTLE BORN over. Grenene, som har gule blomster, gengiver delstatsblomsten. Mottoet henviser til at delstaten Nevada blev dannet i 1864, under den amerikanske borgerkrig. Flaget blev vedtaget 8. juni 1991, da som en modifikation af flaget som blev vedtaget i 1929. Det modificerede flag blev første gang officielt hejst 31. oktober 1991. 

## Tidligere flag
Nevadas første flag var blåt med påskrift og stjerner i hvidt (sølv) og gult (guld). Påskriften havde delstatens navn i midten, samt over SILVER og GOLD under. Flaget blev tegnet af guvernør John Sparks og oberst Harry Day. Det blev indført 25. februar 1905.  I 1859 blev der gjort fund af guld og sølv og det første flag henviser direkte til delstatens mineralrigdomme.
I 1915 fik Nevada nyt delstatsflag, også denne gang med farvesymbolik som henviser til de ædle metaller delstaten var kendt for. Som det foregående havde også dette flag blå dug. Midt i dugen var delstatens segl placeret, med delstatsnavnet over skjoldet og mottoet ALL FOR OUR COUNTRY under. Videre havde flaget en bue med gule (guld) stjerner i øvre halvdel og en bue med hvide (sølv) stjerner i nedre halvdel. Dette flag var tegnet af Clara Crisler. Nevadas andet delstatsflag blev vedtaget 22. marts 1915 og blev benyttet til 1929.
Det tredje delstatsflag blev vedtaget 26. marts 1929. Dette flag var for det meste identiske med dagens flag, bortset fra at bogstaverne i delstatsnavnet var placeret omkring stjernen. Flaget var resultat af en konkurrencen vundet af Louis Shellback. 

## Ekstern henvisning
- When is a State Flag Official? Arkiveret 23. februar 2004 hos  Wayback Machine af Guy Rocha, Nevada State Archivist